# Qingshan
Qingshan léase Ching-Shán (en chino:青山区, pinyin:Qīngshān qū) es un  distrito urbano bajo la administración directa de la ciudad-prefectura de Wuhan. Se ubica al este de la provincia de Hubei, sur de la República Popular China. Su área es de 80 km² y su población total para 2016 fue de +500 mil habitantes.

## Administración
El distrito de Qingshan se divide en 10 pueblos que se administran en subdistritos.